# Агнета Андерссон
Агнета Андерссон  (швед. Agneta Andersson; 25 квітня 1961 - 
8 жовтня 2023) — шведська веслувальниця, олімпійська чемпіонка.

## Виступи на Олімпіадах
| Олімпіада         | Дисципліна                    | Місце |
| ----------------- | ----------------------------- | ----- |
| Москва 1980       | байдарка, 500 метрів          | 6     |
| Москва 1980       | байдарка-двійка, 500 метрів   | 5     |
| Лос-Анджелес 1984 | байдарка, 500 метрів          | 1     |
| Лос-Анджелес 1984 | байдарка-двійка, 500 метрів   | 1     |
| Лос-Анджелес 1984 | байдарка-четвірка, 500 метрів | 2     |
| Сеул 1988         | байдарка, 500 метрів          | 8     |
| Сеул 1988         | байдарка-двійка, 500 метрів   | 6     |
| Сеул 1988         | байдарка-четвірка, 500 метрів | 6     |
| Барселона 1992    | байдарка-двійка, 500 метрів   | 2     |
| Барселона 1992    | байдарка-четвірка, 500 метрів | 3     |
| Атланта 1996      | байдарка-двійка, 500 метрів   | 1     |
| Атланта 1996      | байдарка-четвірка, 500 метрів | 3     |